# Hong Kong (filme)
Hong Kong é um filme de aventura estadunidense de 1952 dirigido por Lewis R. Foster e estrelado por Ronald Reagan e Rhonda Fleming. O filme foi lançado em 12 de janeiro de 1952 pela Paramount Pictures. Foi relançado em 1961 sob o título Bombs Over China.

## Elenco
- Ronald Reagan como Jeff Williams
- Rhonda Fleming como Victoria Evans
- Nigel Bruce como Sr. Lighton
- Marvin Miller como Tao Liang
- Lady May Lawford como Sra. Lighton
- Lowell Gilmore como Danton
- Claud Allister as gerente do hotel
- Danny Chang como Wei Lin